# Svilen Piralkov
Svilen Piralkov Ivanov (* 8. April 1975 in Sofia) ist ein ehemaliger spanischer Wasserballspieler. Er war 2007 Weltmeisterschaftsdritter mit der spanischen Nationalmannschaft.

## Sportliche Karriere
Der 1,89 Meter große Svilen Piralkov spielte ab 1998 in Spanien, 2003 wechselte er zum Club Natació Terrassa. Nach der Übernahme der spanischen Staatsangehörigkeit wirkte er von 2006 bis 2008 in 32 Länderspielen mit.
Bei der Weltmeisterschaft 2007 bezwangen die Spanier im Viertelfinale die Italiener und verloren im Halbfinale gegen die Ungarn. Das Spiel um den dritten Platz gegen die Serben entschieden die Spanier im Fünf-Meter-Schießen für sich. Im Juli 2008 belegte Piralkov mit der spanischen Mannschaft den siebten Platz bei der Europameisterschaft in Malaga. Im August 2008 beim olympischen Wasserballturnier unterlagen die Spanier im Viertelfinale den Serben mit 5:9. Mit einem 11:9 über Kroatien sicherten sich die Spanier den fünften Platz. Im Vorrundenspiel gegen Kanada hatte Piralkov seine beiden einzigen Tore bei Olympischen Spielen geworfen.
Piralkovs Tochter Isabel Piralkova wurde 2024 Olympiasiegerin.